# Фринко
Фринко (італ. Frinco, п'єм. Frinch) — муніципалітет в Італії, у регіоні П'ємонт,  провінція Асті.
Фринко розташоване на відстані близько 490 км на північний захід від Рима, 38 км на схід від Турина, 13 км на північ від Асті.
Населення — 727 осіб (2014).
Щорічний фестиваль відбувається 8 вересня, на свято Різдва Пресвятої Богородиці.

## Демографія
Населення за роками:

Станом на 1 січня 2023 року в муніципалітеті офіційно проживало 68 іноземців з 15 країн, серед них 33 громадяни країн Євросоюзу.

## Сусідні муніципалітети
- Кастелл'Альферо
- Корсьоне
- Тонко
- Вілла-Сан-Секондо